# Johannes Messchaert
Répertoire
Lieder, Oratorio
Johannes Messchaert né le 22 août 1857 à Hoorn, près de Rotterdam et mort le 9 septembre 1922 à Küssnacht (Suisse) est un chanteur de mélodies, d'opéra et professeur de chant néerlandais. En son temps, il fut l'un des professeurs et surtout chanteur parmi les plus célèbres, notamment aux Pays-Bas et en Allemagne où se partagea sa carrière.

## Biographie
Johannes naît dans une famille mennonite de Hoorn au 26 Breed, mais les ancêtres sont plutôt de Rotterdam. Il est le cadet de ses deux frères, Nicolaas Aplonius qui devient plus tard enseignant et Pieter Johannes qui développe l'affaire de son père. Celui-ci, Pieter Klaaszn Messchaert est quincaillier, mais voue un amour exclusif à la musique. Il pratique en amateur et préside une société de chant, Sappho fondée en 1851 par le maître de musique de Hoorn, H. A. Meyroos. Il en fut responsable pendant trente-trois ans. En 1848 il rencontre sa femme Maria, qui descend du peintre Schouman.
Précocement, Johannes reçoit des leçons sur un trois-quarts de violon. Mais ses parents veulent pour lui « un vrai métier ». Ayant peu de succès au lycée, l'enfant se destine plutôt à la profession de fleuriste, ce qui l'amène à travailler horticulture et sylviculture chez un pépiniériste d'Arnhem.
À seize ans (1873), il commence sa formation. Il loge chez la famille Meyroos qui avait déménagé à Arnhem dès 1862. Il obtient néanmoins l'autorisation de son père pour que Meyroos lui enseigne le violon, le piano et la théorie, c'est-à-dire plus qu'il n'aurait trouvé dans sa ville natale et finalement reçoit plus que la formation qu'il était venu chercher à Arnhem. C'est grâce à ce professeur que Johannes entre comme violoniste dans l'orchestre de l'opéra et chante au sein du chœur, toujours sous la direction de Meyroos. On raconte que le professeur a découvert la beauté de la voix lorsque Johannes chantait un refrain pour son jeune fils de deux ans. Mais publiquement, c'est lors d'une représentation de l'oratorio profane de Schumann Der Rose Pilgerfahrt op. 112, que Messchaert connaît l'opportunité de remplacer au pied-levé un chanteur défaillant. Il a la chance de faire impression dans des cantiques et de briller dans l'oratorio de Mendelssohn Elijah. Le succès est si grand que Meyroos délaisse l'apprentissage du violon pour se concentrer sur l'étude du chant et lui et sa femme, ravis par les qualités et la beauté de la voix de Johannes lui conseillent d'étudier sérieusement la musique pour devenir chanteur professionnel.

### Formation

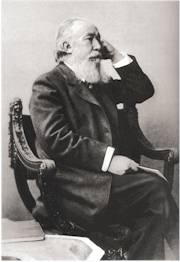
Julius Stockhausen (1826-1906), professeur de Messchaert à Francfort (photographie des années 1890)

Comme il n'y a pas de Conservatoire de musique aux Pays-Bas à cette époque, en 1877 Messchaert se rend donc au Conservatoire de Cologne pour y étudier sous la direction du ténor Carl Schneider et travaille avec Ferdinand Hiller pour la composition. Aux Pays-Bas, il a l'occasion de se produire lors d'un service religieux à l'occasion de la mort de la Reine Sophie, à la Hooglandse Kerk de Leyde, le 3 juin 1878.
Il poursuit son périple d'étude au Conservatoire Hoch de Francfort, la composition avec Joachim Raff, le violon avec Hugo Heermann et pour le chant, il étudie avec le baryton Julius Stockhausen pédagogue renommé, grand interprète de Schubert et Brahms, savoir qu'il est venu acquérir. Stockhausen a eu un impact majeur sur le développement de Messchaert et ce professeur le comptait parmi ses meilleurs élèves.
Messchaert se tourne vers la carrière de soliste de concert, mais se rend à Munich pour y compléter ses compétences de chanteur dramatique, à la Königliche Musikschule (1879) où il répète et présente différents opéras du répertoire. L'activité de la ville est stimulée par le roi Louis II de Bavière et son amitié avec Richard Wagner. Il y travaille avec le chef Carl Brullot, le professeur Hermann von Schmidt pour le chant et Ludwig Abel pour le violon. Ses professeurs lui reconnaissaient « de nombreuses compétences ». Malgré tout, au cours de sa carrière, il a peu chanté sur la scène car il pensait que sa voix douce et mélancolique n'était pas assez puissante. On peut citer ses rôles d'élection dans Fidelio de Beethoven où il incarne Rocco et dans Lohengrin de Wagner, Heinrich ou encore Amfortas dans Parsifal. À Munich, il a rejoint le chœur d'hommes Liederhort et reçoit ses premiers succès allemands dans ses solos.

### Pays-Bas
À l'été 1881, ses études terminées, il rentre aux Pays-Bas pour y retrouver ses parents, avec l'intention d'obtenir ensuite un poste dans une compagnie allemande. Mais au cours de ce séjour, il rencontre la chorale de Daniël de Lange spécialisé dans l'exécution de pièces anciennes des XVe jusqu'au XVIIe, notamment de Obrecht ou Sweelinck. De Lange le persuade de rester en Hollande et il est accueilli au sein du chœur a cappella à Amsterdam où la réputation de Messchaert croît rapidement autant en tant que chanteur et pédagogue.

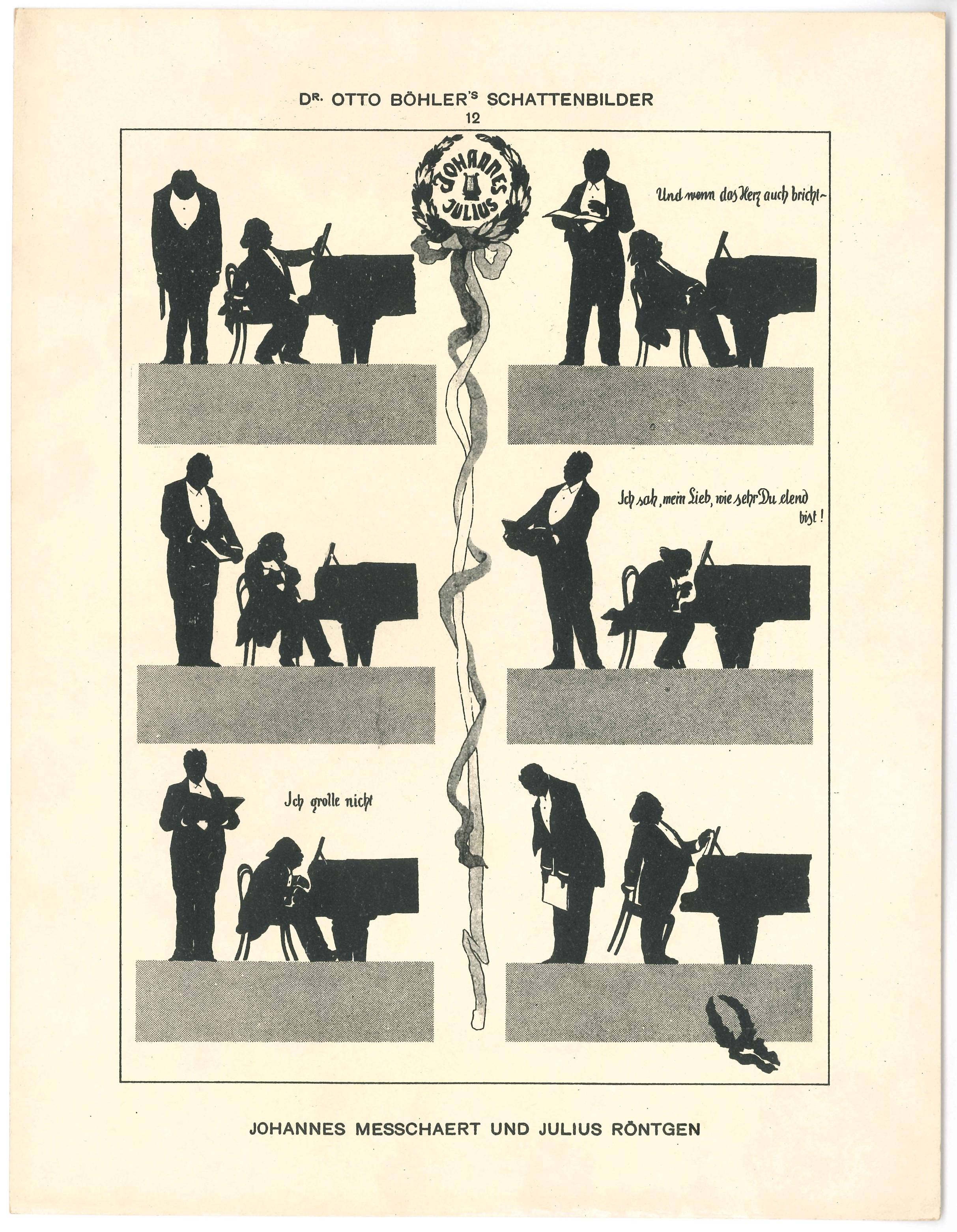
Johan Messchaert et Julius Röntgen, silhouettes de Otto Böhler (1847–1913) effectuées lorsqu'ils interprétaient le lied Ich grolle nicht du cycle Dichterliebe de Robert Schumann (fin XIXe).

Fin 1881, il est nommé professeur de chant d'une école de musique d'Amsterdam (Toonkunst). Fin 1883, il cofonde avec de Lange, Julius Röntgen et Frans Coenen le Conservatoire d'Amsterdam où il est nommé à l'ouverture en septembre 1884, au poste de professeur comme de Lange. Parmi ses élèves on remarque, Catharina van Rennes, la soprano Aaltje Reddingius, le compositeur néerlandais Alphons Diepenbrock, Kor Kuiler et Johanna Alma, sa future épouse.
En tant que soliste il se produit avec Julius Röntgen au piano avec qui débute une longue amitié, mais surtout une collaboration artistique nourrie et de grande qualité, décisive pour le chanteur. Röntgen avait eu le choc en l'entendant dans le Ihr grünen Auen de Haendel en 1881 et n'avait pu résister à l'envie de rencontrer le soliste. Leur premier récital est donné le 3 décembre 1881 chez Felix Meritis (la salle du Concertgebouw n'ouvre qu'en 1888) avec un programme consacré à Carl Loewe ; puis ils se produisent à travers toute la Hollande où Messchaert est reconnu tout de suite comme un chanteur exceptionnel.
En 1884, Röntgen lui présente Johannes Brahms, venu à la création hollandaise de ses œuvres. Et en 1887 Messchaert interprète des lieder de Brahms accompagné par le compositeur au piano. Brahms est tellement enthousiasmé qu'il invite le duo à venir à Vienne. Outre ses lieder Messchaert assure volontiers au cours de sa carrière, la partie soliste de Ein Deutsches Requiem. Brahms lui destinait la création de ses Vier ernste Gesänge, op. 121 (1896). Messchaert rend une dernière fois visite au vieux maître en novembre 1896 et écrit « c'est un géant brisé ». La création de l'œuvre a lieu après la mort du compositeur.

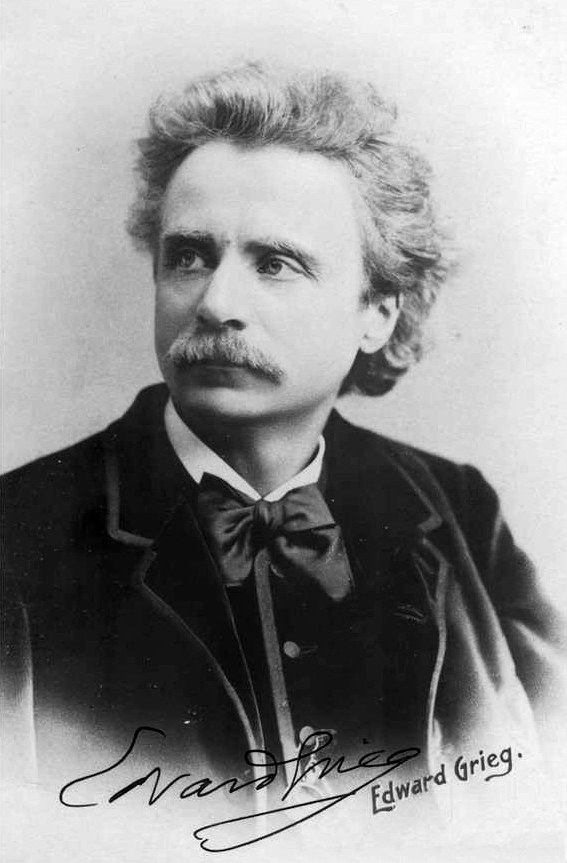
Edvard Grieg en 1888.

Il rencontre aussi Grieg à la même occasion. Pendant l'été, Röntgen et Messchaert se rendent quelques jours dans la maison de campagne du compositeur, à Lofthus (Ullensvang) en Norvège. Le duo y interprète quelques lieder de Brahms. Toujours de Grieg, il chante aussi la création néerlandaise de son Länderkennung [Terre en vue] pour baryton soliste et chœur d'hommes op. 31 (rev. et pub. 1881) sur un poème de Bjørnstjerne Bjørnson. « L'une des œuvres chorales la plus réussie » selon Finn Benestad, grand spécialiste de Grieg. Röntgen rapporte au compositeur comment « cela sonnait si bien ». Grieg fut admirateur du chanteur et lui dédie son cycle de mélodies sur des poèmes de Vilhelm Krag op. 60 (1884). Messchaert chante d'autres pièces en présence du compositeur et de son épouse en 1897, lors d'un concert consacré aux Chansons norvégiennes avec le chœur d'hommes Euterpe, Messchaert assurant la partie soliste. Grieg en ressent une profonde impression, n'ayant jamais entendu son œuvre de si belle manière.
Johannes Messchaert et Julius Röntgen forment un duo régulier, voyageant à travers toute l'Europe en récoltant de grands triomphes. Le point culminant étant leurs concerts viennois, où ils sont toujours reçus de façon exubérante par le public. Le duo donne de nombreux récitals constitués de compositions anciennes, par exemple les Lieder de Schubert ou Beethoven (An die ferne Geliebte), les Dichterliebe de Schumann, les ballades de Loewe ainsi que des chants traditionnels hollandais de Valerius arrangés par Röntgen ; ils ont aussi créé de nouvelles mélodies, telles celles – vers 1900 – d'Hugo Wolf ou d'Oskar C. Posa. Sans le savoir, ils donnent leur dernière prestation à Vienne, en novembre 1916 dans Die schöne Müllerin de Schubert, après 25 ans de complicité.
En 1883, Messchaert succède à Gustav A. Heinze à la direction du chœur d'hommes Euterpe, qui devient le meilleur et le plus réputé des chœurs du genre des Pays-Bas - décrochant le premier prix dans un concours de chant à Utrecht en 1886. Il renonce à la direction de ce chœur en 1894, trop mobilisé par ses autres activités, mais le dirige ponctuellement.
Le 30 juillet 1885 il épouse Johanna Jacoba Alma (1860-1935), qui avait été son élève. Ils auront deux enfants : les jumelles Maria (dite « Mieke », 1886-1950) et Elisabeth (dite « Elsie », 1886-1946).

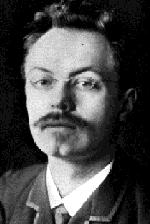
Alphons Diepenbrock en 1890.

En janvier 1896 Messchaert effectue une tournée de récitals à travers l'Autriche, à Budapest et à Trieste avec le pianiste et compositeur Heinrich Schenker. La même année, il fonde avec le concours de ses étudiants le Quatuor Vocal d'Amsterdam composé de la soprano Aaltje Noordewier-Reddingius, l'alto Cato Loman et le ténor Joh. J. Rogmans, Messchaert étant la basse de l'ensemble. Le répertoire est large, allant du XVIe aux maîtres contemporains et les programmes mélangent volontiers Sweelinck et Diepenbrock. Ce qui prête le flanc à d'acerbes critiques d'un collègue de Messchaert - S. van Milligen - et précipite la dissolution du quatuor. Et ce, malgré la déception de Diepenbrock dont la création du Stabat Mater Speciosa fit les frais. Mais l'amitié entre le chanteur et le compositeur n'en fut pas compromise.
Sa réputation est telle que Brahms lui envoie une lettre d'Ischl avec pour seules mentions « professeur de musique M. Johan Messchaert Amsterdam » qui lui parvient sans difficulté.
En 1899 il fonde un autre chœur a cappella, qu'il ne dirige que brièvement en raison du niveau inférieur à ses attentes, de difficultés concernant la rémunération des chanteurs et de ses autres occupations.

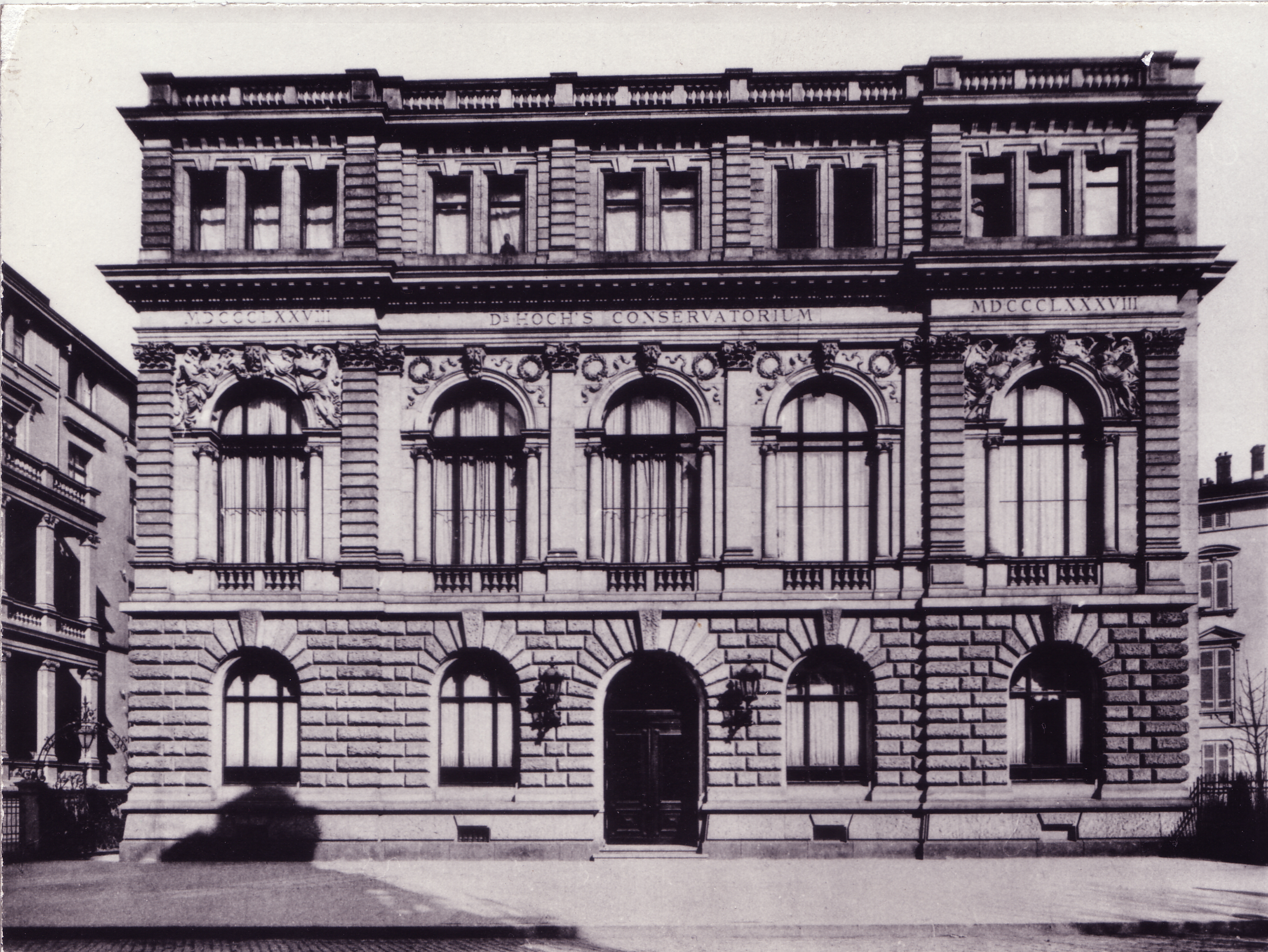
Façade du Conservatoire Hoch en 1900.

### Allemagne
Après 1900, en raison de sa santé relativement fragile, souffrant de rhumes à répétition, Messchaert et sa famille s'installent principalement en Allemagne ; d'abord à Wiesbaden en septembre 1900, en situation plus centrale pour ses divers concerts. Puis il passe deux ans à Berlin, pour se fixer en 1903 - en accord avec son médecin - à Francfort-sur-le-Main. En 1906, il prend la succession de son ancien professeur Stockhausen, à la tête de la classe de chant du Conservatoire Hoch. Il est officiellement nommé « professeur » en 1907 par le gouvernement prussien. Mais Messchaert se rend compte que ses deux activités de chanteur aux nombreuses tournées, et de professeur aux leçons régulières, sont incompatibles. Il se voit obligé d'annuler des concerts, et fait de Munich sa nouvelle résidence. En 1911, une offre de poste de premier professeur à la Königliche Akademische Hochschule für Musik de Charlottenburg, le fait de nouveau revenir à Berlin, où il passera toutes les années de guerre. C'est à cette époque que Franziska Martienssen-Lohmann (1887–1971) devient son disciple. Elle sera l'une des grandes pédagogues du chant, publiant sept ouvrages préoccupée tout autant de psychologie de philosophie que de physiologie du chant et du chanteur et réclame à enseigner à la personne tout entière.
Durant ces années, pendant les longues absences de Johannes pour les tournées de concerts à travers l'Europe sa femme et ses filles collectent les articles concernant le chanteur et constituent patiemment un fonds d'archives aujourd'hui déposé au musée d'Hoorn. Chaque année, Messchaert retourne aux Pays-Bas pour un cycle de concerts avec Julius Röntgen à travers tout le pays.
La réputation de Messchaert dans le domaine de l'oratorio s'est faite dès ses débuts de 1877 et il a reçu dès lors de nombreuses demandes pour chanter ces parties de baryton-basse, pour des cachets important à l'époque. Il donne une dernière fois le 1er avril 1917 à Amsterdam, son rôle favori, le Christ dans la Passion selon saint Matthieu sous la direction de Willem Mengelberg - tradition établie par le chef depuis 1899. En Allemagne, sa célébrité dans cette même œuvre, tenait à sa prestation de 1884 à l'église Saint-Thomas de Leipzig. À Amsterdam, il interprétait aussi des cantates pour basse de Bach, telle Ich will den Kreuzstab gerne tragen (Bwv 56) qu'il considérait comme « cher à son cœur ». Parmi ses autres rôles marquant sont cités Le Songe de Gérontius d'Elgar.
Après ce dernier concert il décide de se consacrer exclusivement à l'enseignement.
Ses amis ont été nombreux parmi les compositeurs. Il avait des relations amicales avec Brahms et Grieg que lui avait présenté Julius Röntgen. Mais aussi Richard Strauss ou Mahler qui était un grand admirateur de l'art de Messchaerts et avec qui il avait fait une tournée de concerts en Allemagne. Messchaerts a chanté plusieurs fois les Kindertotenlieder.
Johannes Messchaert n'a jamais effectué d'enregistrements car il trouvait le son de sa voix trop déformé.

### Retraite Suisse

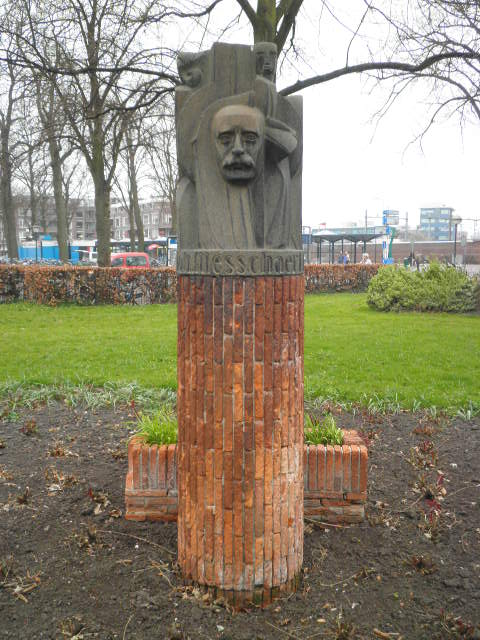
Statue de Johannes Messchaert par Jozef Cantré (Noorderstraat, à Hoorn, Pays-Bas)

Messchaert quitte l'Allemagne en 1919, où sa situation économique est difficile : ayant fait de mauvais investissements après la guerre, Messchaert perd ses avoirs. Sa famille et lui décident de se rendre à Zurich pour y vivre. Il donne des cours particuliers et au conservatoire dès 1920. Il rédige une édition critique d'une collection de lieder de Schubert, paru de manière posthume.
Malgré l'entourage de sa famille qui prend soin de lui et les régimes stricts, sa santé physique décroît. Peu après son soixante-cinquième anniversaire – à l'occasion duquel il voit Julius Röntgen à Zurich, venu le visiter le 22 août, pour la dernière fois – il subit une appendicectomie réussie, mais meurt d'une embolie dans la nuit du 9 au 10 septembre 1922, au sanatorium de Küssnacht.

### Hommages
Au Concertgebouw d'Amsterdam, dans la grande galerie, on peut voir le portrait peint en 1903 par Jan Veth (1864-1925).
Le 24 mai 1930 est inauguré le mémorial Messchaert, œuvre du sculpteur belge Jozef Cantré, face à la gare d'Hoorn, sa ville natale.
À Hoorn, Amsterdam et La Haye plusieurs rues portent le nom de Messchaert.

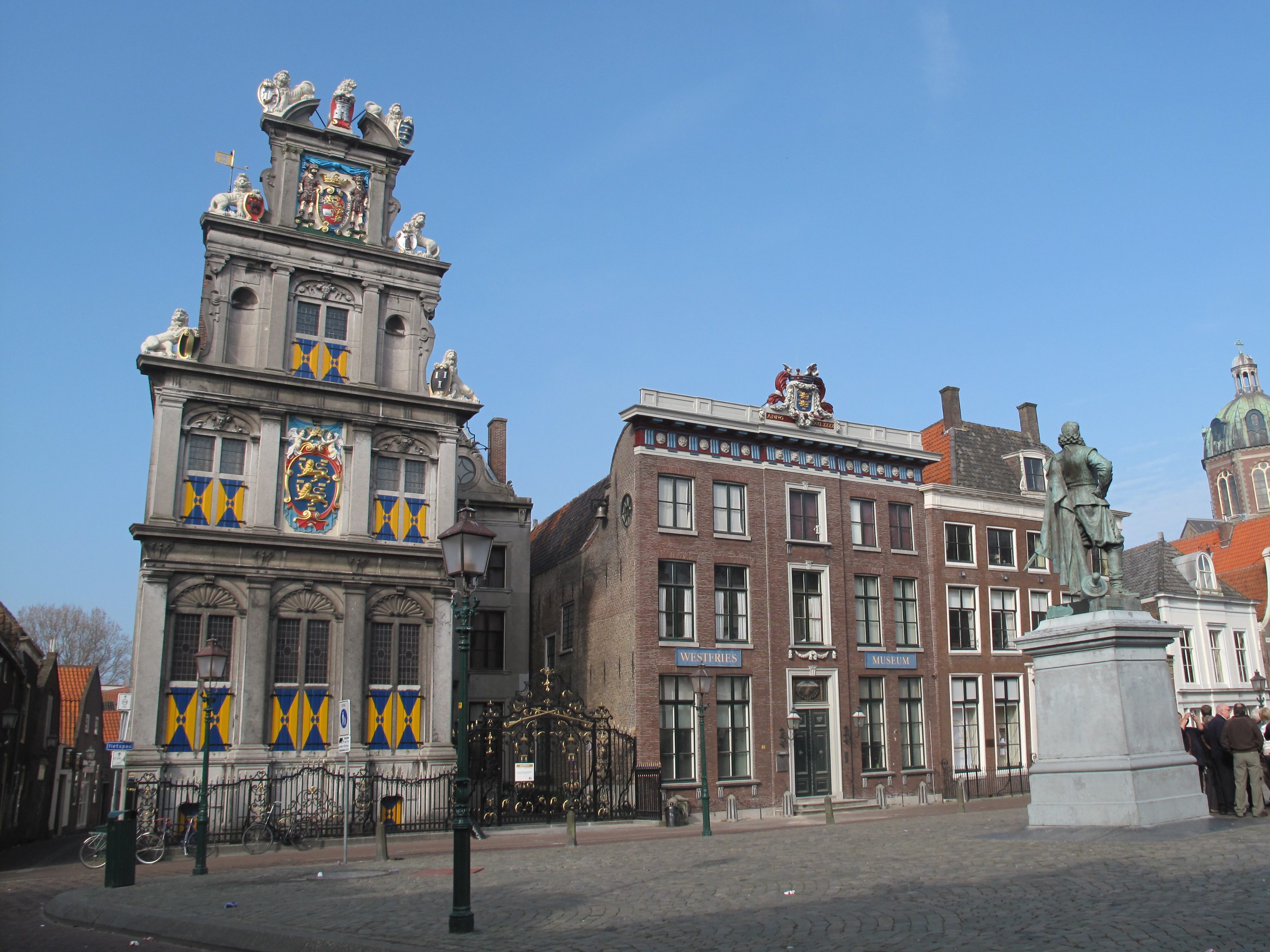
West-Fries museum à Hoorn

Les Archives Johannes Martinus Messchaert, documents réunis par sa femme et ses filles, sont situées au West-Fries Museum (Musée de la Frise-Occidentale) à Hoorn.

### Liens contextuels
- Julius Röntgen